# کازوکو شیراکاوا
کازوکو شیراکاوا (انگلیسی: Kazuko Shirakawa؛ زاده ۲۰ سپتامبر ۱۹۴۷) بازیگر اهل ژاپن است.